# Тев'яшов Степан Іванович (1718)
Степан Іванович Тев'яшов (1718—1790, слобода Колибілка, Острогозький повіт, Воронезька губернія, Російська імперія) — командир Харківського слобідського козацького полку в 1734—1757 роках, останній полковник Острогозького слобідського козацького полку в 1757—1765 роках.

## Життєпис
Степан Тев'яшов народився 1718 року. Походив із багатого роду Тев'яшових . Син стольника та воєводи Івана Івановича Тев'яшова (старшого) (бл. 1660—1725), дядько відомого у Слобідській Україні поміщика Степана Івановича Тев'яшова (молодшого).
Станом на 1767 рік у полковника Степана Івановича Тев'яшова було сорок душ кріпаків та 4256 козаків у підпорядкуванні, тоді як у бригадира Степана Івановича Тев'яшова було шістдесят душ кріпаків і 2657 козаків у підпорядкуванні.
Усвідомлюючи нестачу навчання, вже у похилому віці Тев'яшов став брати домашні уроки у Григорія Савича Сковороди . У листах і творах Сковороди міститься ряд свідчень бурхливих філософських бесід, які проходили між Григорієм Сковородою, Степаном Тев'яшовим та його сином Володимиром.
Також Григорій Сковорода присвятив Степану Івановичу Тев'яшову свою «Ікону Алківіадську», більш відому як «Ізраїльський Змій», а також переклад з латинської мови діалогу Цицерона «Про старість».

## Родина
Сини
- Володимир Степанович (1747 — близько 1810) — колезький радник;
- Василь Степанович (1755 — близько 1818) — секунд-майор, ватажок дворянства Острогозького повіту (1794—1797);
- Іван Степанович (1758—1817) — прем'єр-майор, ватажок дворянства Острогозького повіту (1786—1787), чоловік княжни Марії Павлівни Щербатової; у шлюбі народився син Павло.